# Bharatiya Jan Congress
Bharatiya Jan Congress (Indiska folkkongressen) var ett politiskt parti som existerade i den indiska delstaten Bihar kring 1999-2000. BJC leddes av exchefsministern Jagannath Mishra.
Mishra, som tidigare tillhörde Kongresspartiet, var Bihars chefsminister 1975-1979, 1980-1983 och 1989-1990. Mishra var motståndare till Sitaram Kesris ledarskap inom Kongresspartiet.
Mishra var anklagad för korruption i samband med den s.k. foderskandalen. Han var fängslad under en period för sin roll i affären.
1999 var BJC med och bildade en front i Bihar bestående av BJC, Bihar Vikas Party, Janata Dal (Secular), All India Forward Bloc, Samajwadi Janata Party och Nationalist Congress Party. Fronten var menad att vara motståndare till både National Democratic Alliance och Rashtriya Janata Dal. Vad som hände med den fronten senare är oklart.
Partiets ungdomsförbund hette Bharatiya Yuva Jan Congress (Indiska ungdomsfolkkongressen) och studentförbundet Bharatiya Chhatra Jan Congress (Indiska studentfolkkongressen).
2001 gick BJC samman med Nationalist Congress Party. Mishra lämnade dock NCP inför valet 2004 och gick med i Janata Dal (United).